# هاینز مولر (بازیکن فوتبال، زاده ۱۹۴۳)
هاینز مولر (انگلیسی: Heinz Müller؛ زادهٔ ۲۴ آوریل ۱۹۴۳) بازیکن فوتبال اهل آلمان است.
از باشگاه‌هایی که در آن بازی کرده‌است می‌توان به باشگاه فوتبال نورنبرگ اشاره کرد.